# Karel Josef Beneš

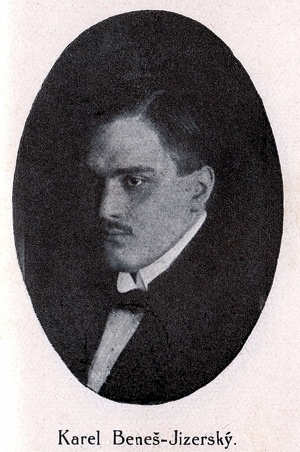

Karel Josef Beneš (* 21. Februar 1896 in Prag; † 27. März 1969 in Rožmitál pod Třemšínem) war ein tschechischer Erzähler, der seine Helden zumeist unter extremen Umständen handeln (oder verzweifeln) lässt. In seinen Vorkriegswerken habe sich Beneš „nicht immer über das Niveau guter Unterhaltungsliteratur“ erhoben, heißt es in Kindlers Neuem Literaturlexikon. Ab ca. 1939 (Roman Das Zauberhaus) habe sich zur „professionellen Routine“ der früheren Werke ein „humanistisches Anliegen“ gesellt, „das mit moralischem und gesellschaftskritischem Engagement vorgetragen wird.“ Er verwendete folgende Pseudonyme: Karel Beneš, Karel Beneš-Jizerský, K. Jizerský, K. J.

## Leben
Beneš stammte aus einer Arzt-Familie. Nach dem Abitur (Prag 1915) in die Armee eingezogen und an der Front schwer verwundet, studierte er Naturwissenschaften, Philosophie, Musikgeschichte, Medizin. Er promovierte 1921 an der medizinischen Fakultät. Bis 1938 war er Angestellter der Universitätsbibliothek, anschließend Direktor der Staatlichen Comenius-Bibliothek. Seit April 1939 in der Widerstandsgruppe Petiční výbor Věrni zůstaneme gegen die deutschen Besatzer aktiv, wurde er im Dezember 1941 festgenommen und zu sieben Jahren Haft verurteilt; er durchlief mehrere Gefängnisse. Im April 1945 überlebte er einen der berüchtigten Todesmärsche. Nach der Befreiung arbeitete er als kaufmännischer Angestellter in der Staatlichen Planungsbehörde; daneben schrieb er vermehrt für den Film. 1950 zog er sich nach Rožmitál zurück, wo er 1969 starb. Beneš war mit der Geigenvirtuosin Ervína Brokešová (1900–1987) verheiratet.

## Werke
- Děvče s květinami, 1921
- Dobrý člověk, Roman, 1925
- Ogelala, ein Ballettmysterium nach einer alten mexikanischen Vorlage, Wien 1925 (Musik von Erwin Schulhoff)
- Kov hovoří, 1926
- Nesmrtelní se setkávají, 1928
- Ozáření lidé, 1929
- Plameny, Libretto für eine Oper, 1932, bearbeitet von Max Brod, Musik Erwin Schulhoff, dts. Flammen, München 1950
- Rok 1848 v projevech současníků, Dokumente der 1848er Revolution, 1932, erweitert 1948
- Uloupený život (Das geraubte Leben), Roman, 1935, zweimal verfilmt[3]
- Vítězný oblouk, Roman, 1937
- Kouzelný dům (Das Zauberhaus), Roman, 1939, verfilmt von O. Vávra 1939
- Červená pečeť, Roman (über eine Geigenvirtuosin), 1940, dts. Das rote Siegel, Prag 1960
- Pohádka o zakleté písni, 1946
- Rudá v černé, Erzählung, 1947
- Ohnivé písmo (Die Flammenschrift), Roman, 1950[4]
- A přece se dočkal, 1952
- Rodný hlas, Roman, 1953[5]
- Mezi dvěma břehy, Historischer Roman, 1954, dts. Zwischen zwei Ufern, Berlin 1961
- Studentský hrdina, 1956
- Dračí setba, Historischer Roman, 1957, dts. Drachensaat, Berlin 1962
- Hra o život, Roman, 1958
- Setkání v Karlových Varech, 1959, dts. Die Begegnung: Der Weg einer Filmschauspielerin, Berlin 1960
- Past, dts. Die Falle, Berlin 1961
- Útok, Historischer Roman, 1963, dts. Die Vergeltung, Berlin 1964
- Cesta do neznáma, Roman, 1973 posthum